# Treize à la douzaine 2
Pour les articles homonymes, voir Treize à la douzaine.
Série
Treize à la douzaine
(2003)
Pour plus de détails, voir Fiche technique et Distribution.
Treize à la douzaine 2 ou Moins cher la douzaine 2 au Québec (Cheaper by the Dozen 2) est un film américano-canadien réalisé par Adam Shankman, sorti en 2005.
Il se présente comme la suite de Treize à la douzaine sorti en 2003.

## Synopsis
On retrouve la famille Baker deux ans après le premier film avec beaucoup de changements. Lauren désire étudier à New York, leur sœur aînée Nora mariée à Bud McNulty est enceinte mais le couple va emménager à Houston où se trouve le nouveau travail de Bud. Sentant que la famille va se diviser, Tom décide d'organiser des vacances, mais tout ne se passera pas comme prévu...

## Fiche technique
Sauf indication contraire, les informations mentionnées dans cette section peuvent être confirmées par les bases de données cinématographiques IMDb et Allociné,  présentes dans la section « Liens externes ».
- Titre original : Cheaper by the Dozen 2
- Titre français : Treize à la douzaine 2
- Titre québécois : Moins cher la douzaine 2[1]
- Réalisation : Adam Shankman
- Scénario : Sam Harper, d'après le roman de Ernestine Gilbreth Carey et Frank Gilbreth Jr., d'après les personnages créés par Craig Titley
- Musique : John Debney
  - Interprète chansons du film : Jason Mraz[2]
  - Chanteuse : Madonna[2]
  - Orchestration : Frank Bennett, Brad Dechter, Don Nemitz et Mike Watts
  - Montage musical : Darrell Hall
- Direction artistique : Peter Grundy
- Décors : Cary White
- Costumes : Joseph G. Aulisi
- Maquillage : Christopher Pizzarelli
- Coiffure : Judi Cooper-Sealy
- Photographie : Peter James (II)
- Son : Anna Behlmer, James Bolt, Erin Michael Rettig, William Stein
- Montage : Matthew Cassel et Christopher Greenbury
- Production : Shawn Levy et Ben Myron
  - Production déléguée : Jennifer Gibgot, Garrett Grant et Adam Shankman
- Sociétés de production :
  - États-Unis : Twentieth Century Fox
  - Canada : 21 Laps Entertainment et Dozen Canada Productions
- Sociétés de distribution : Twentieth Century Fox (États-Unis) ; Twentieth Century Fox France (France)[2] ; Fox-Warner (Suisse)
- Budget : 60 millions de $[3]
- Pays de production :  États-Unis,  Canada
- Langue originale : anglais
- Format : couleur (DeLuxe) – 35 mm – 2,39:1 (CinemaScope / Panavision) – son DTS / Dolby Digital / SDDS / D-Cinema 48kHz 5.1
- Genre : comédie
- Durée : 94 minutes
- Dates de sortie[4] :
  - États-Unis, Québec : 21 décembre 2005[1]
  - France : 1er mars 2006
  - Belgique : 28 juin 2006[5]
- Classification :
  - États-Unis : des scènes peuvent heurter les enfants - accord parental souhaitable (PG - Parental Guidance Suggested)[N 1]
  - France : tous publics (conseillé à partir de 10 ans)[6],[7]
  - Belgique : tous publics (Alle Leeftijden)[5]
  - Québec : tous publics (G - General Rating)[1]

## Distribution
- Steve Martin (VF : Patrick Préjean ; VQ : Jean-Marie Moncelet) : Tom Baker
- Bonnie Hunt (VF : Caroline Beaune ; VQ : Marie-Andrée Corneille) : Kate Baker
- Hilary Duff (VF : Sylvie Jacob ; VQ : Catherine Bonneau) : Lorraine Baker
- Tom Welling (VF : Tony Marot ; VQ : Guillaume Champoux) : Charlie Baker
- Alyson Stoner (VF : Florine Orphelin ; VQ : Elizaveta Vandolovsky) : Sarah Baker
- Forrest Landis (VF : Pierre Casanova ; VQ : Alexandre Bacon) : Mark Baker
- Morgan York (VF : Lutèce Ragueneau ; VQ : Rosemarie Houde) : Kim Baker
- Liliana Mumy (VF : Justine Berger ; VQ : Juliette Mondoux) : Jessica Baker
- Jacob Smith (VF : Jules Azem ; VQ : Charles Miquelon) : Jake Baker
- Brent Kinsman (VF : Louis Lecordier ; VQ : Gabriel Favreau) : Nigel Baker
- Shane Kinsman (VF : Florentin Crouzet ; VQ : Léo Caron) : Kyle Baker
- Blake Woodruff (VF : Théo Gebel ; VQ : François-Nicolas Dolan) : Mike Baker
- Kevin Schmidt (VF : Alexandre Bouche ; VA : Nicolas Bacon) : Henry Baker
- Piper Perabo (VF : Dorothée Pousséo ; VQ : Geneviève Désilets) : Nora Baker-McNulty
- Jonathan Bennett (VF : Yann Peira ; VQ : Nicolas Charbonneaux-Collombet) : Bud McNulty
- Eugene Levy (VF : Michel Papineschi ; VQ : André Montmorency) : Jimmy Murtaugh
- Carmen Electra (VF : Véronique Desmadryl ; VQ : Viviane Pacal) : Sarina Murtaugh
- Jaime King (VF : Barbara Beretta) : Anne Murtaugh
- Taylor Lautner (VF : Maxime Nivet) : Eliot Murtaugh
- Alexander Conti (VF : Kévin Sommier) : Kenneth Murtaugh
- Melanie Tonello : Becky Murtaugh
- Robbie Amell : Daniel Murtaugh
- Courtney Fitzpatrick : Lisa Murtaugh
- Madison Fitzpatrick : Robin Murtaugh
- Shawn Roberts : Calvin Murtaugh
- Adam Shankman : Clam Bake Chef
- Shawn Levy : l'infirmier à l’hôpital
- Kathryn Joosten : la spectatrice au cinéma
Version française
  - Studio de doublage : Dubbing Brothers[8]
  - Direction artistique : Laura Préjean
  - Adaptation : Emmanuelle Ogouz

Sources et légende : Version française (VF) sur Voxofilm Version québécoise (VQ) sur Doublage Québec

## Production

### Bande originale
- I Wish, interprété par Stevie Wonder
- Graduation Day Song
- Mexicali Mondays
- What If, interprété par Gina Rene
- Martini Lounge, interprété par David Sparkman
- Drinks on the House, interprété par Daniel May
- Big Sky Lullaby, interprété par Daniel May
- Someday, interprété par Sugar Ray
- Express Yourself, interprété par Jason Mraz
- Michael Finnegan
- Will the Circle Be Unbroken
- Why Can't We Be Friends, interprété par War
- Die Walkure: Bridal Chorus, composé par Richard Wagner
- Thème des Dents de la mer, composé par John Williams
- Mallin, composé par Tree Adams
- Under Pressure, interprété par David Bowie et Queen
- Musique du film Ice Age, composée par David Newman
- Holiday, interprété par Madonna
- Sunday Morning (version acoustique), interprété par Maroon 5

## Accueil

### Accueil critique
- Le film a reçu la nomination du pire ensemble d'enfants lors des nominations à The Stinkers Bad Movie Awards de 2005
- Le film a reçu également deux nominations critiques lors des 26e cérémonie des Razzie Awards, la pire actrice pour Hilary Duff et le pire second rôle masculin pour Eugene Levy.

## Distinctions
Source : Internet Movie Database et Allociné

### Récompense
- Nickelodeon Australian Kids' Choice Awards : Blimp Award de l'actrice de cinéma préférée pour Hilary Duff

### Nominations
- Teen Choice Awards : meilleure actrice dans un film de comédie pour Hilary Duff
- Young Artist Awards 2006 : meilleur jeune casting dans un long métrage pour Brent Kinsman, Shane Kinsman, Forrest Landis, Liliana Mumy, Piper Perabo, Kevin G. Schmidt, Jacob Smith, Alyson Stoner, Blake Woodruff et Morgan York

## Éditions en vidéo
En France, le film Treize à la douzaine 2 est sorti en DVD le 6 décembre 2006.

## Autour du film
- Le tournage s'est déroulé du 13 juin au 3 septembre 2005 à Aurora, Burleigh Falls, Guelph, Los Angeles, Rockwood Conservation Area et Toronto.
- Le film fait suite à Treize à la douzaine, réalisé par Shawn Levy en 2003.
- On peut voir un court extrait du film d'animation L'âge de glace lors de la scène du cinéma.
- Pour ce second volet, Steve Martin n'est pas doublé par Jacques Frantz comme pour le premier volet, mais par Patrick Préjean, qui est son autre voix française régulière. Ce n'est pas la première fois que l'acteur américain est doublé par un autre comédien pour la suite d'un film : dans Le Père de la mariée 2, il fut doublé par Patrick Floersheim alors qu'il avait été doublé par Jacques Frantz dans le premier.